# Estadio Ciudad de Cumaná
El Estadio Ciudad de Cumaná fue un estadio de fútbol ubicado en dentro del Complejo Deportivo Venezuela en la ciudad de Ayacucho, Distrito de Ayacucho, Provincia de Huamanga, en el Departamento de Ayacucho, a una altitud de 2772 m s. n. m. y poseía una capacidad para 15.000 espectadores. 
Fue inaugurado en 1974 con motivo del sesquicentenario de la gloriosa Batalla de Ayacucho y se llama Ciudad de Cumaná en honor al pueblo natal del Mariscal Antonio José de Sucre, Cumaná. La República Bolivariana de Venezuela fue la encargada de hacer realidad esta obra, ya que corrió con todos los gastos de su ejecución. 
Este recinto estaba ubicado dentro de un gran complejo que es propiedad del Instituto Peruano del Deporte Ayacucho (IPD-A), llamado Venezuela, el cual además contaba con pista atlética, coliseo cerrado, cancha de calentamiento, campos de tenis, losas multiusos, circuito de atletismo, canchas de frontón, grass sintético, dōjō de judo, dōjō de karate, ring de box, espacio para tenis de mesa y piscina semiolímpica, entre otros.
El estadio fue utilizado para encuentros de la Primera División del Perú y Copa Perú. Antes, fue utilizado por el equipo La Peña Sporting para encuentros de la Segunda División, además fue el fortín de uno de los equipos emblemáticos de la ciudad, Sport Huamanga.
También fue escenario de partidos amistosos entre la Selección de Huamanga contra los clubes Universitario de Deportes, Alianza Lima, entre otros; además de la Selección de fútbol del Perú de México 70 y clubes del extranjero.
Del mismo modo, fue uno de los campos oficiales de la Copa Sudamericana en sus versiones 2012, 2013 y 2014 albergando los partidos de local del entonces Club Inti Gas Deportes Ayacucho, hoy Ayacucho FC.
Actualmente está en un proceso de remodelación, el cual ascendera su capacidad a 35 000 espectadores

## Accesos
El estadio poseía en total nueve accesos: dos en la tribuna de occidente, tres en la de oriente y dos en cada una de las populares (norte y sur). Además, contaba con dos camerinos para los equipos y dos para las ternas arbitrales, también tenía cabinas para transmisión de radio y televisión.

## Divisiones
El estadio tenía cuatro divisiones:
- Tribuna occidente (butacas).
- Tribuna oriente (butacas).
- Tribuna popular sur (graderías).
- Tribuna popular norte (graderías).

## Récord de asistencia
El 30 de noviembre de 2008 el Estadio Ciudad de Cumaná recibió 13 mil 105 espectadores y se recaudó una taquilla de 131 mil 050 soles en el encuentro entre Sport Huamanga y Sport Huancayo. El partido terminó con triunfo para los locales por 4-1 tras un perjudicial y polémico arbitraje, lo que significó su eliminación de la Copa Perú ese año, ya que en el partido de ida el equipo ayacuchano perdió 0-3 tras la expulsión de unos de sus defensas en los primeros minutos de juego.

## Partidos internacionales
| Fecha      | Local    | Resultado | Visitante         | Competición            |
| ---------- | -------- | --------- | ----------------- | ---------------------- |
| 02-08-2012 | Inti Gas | 0 - 0     | Millonarios       | Copa Sudamericana 2012 |
| 30-07-2013 | Inti Gas | 0 - 1     | Atlético Nacional | Copa Sudamericana 2013 |
| 21-08-2014 | Inti Gas | 0 - 1     | Caracas           | Copa Sudamericana 2014 |